# Frelst fra Forbrydelsens Vej
Frelst fra Forbrydelsens Vej er en stumfilm fra 1913 med ukendt instruktør.